# Station Ivybridge
Ivybridge is een spoorwegstation van National Rail in Ugborough, South Hams in Engeland. Het station is eigendom van Network Rail en wordt beheerd door Great Western Railway. 